# Обіход
Обіход — співацька книга щоденних співів православної церкви, яку утворюють співи добового циклу — всенощна і літургія. Обіход сформувався з співів Кондакаря і Октоїха, які належать до знаменного, путьового, демественного, київського, болгарського співів. Вперше видрукований в 1772 році.

## Джерело
- Юрій Юцевич. Музика: словник-довідник. — Тернопіль, 2003. — 404 с. — ISBN 966-7924-10-6. (html-пошук по словнику, djvu)